# George S. Zimbel
George Sydney Zimbel (* 15. Juli 1929 in Woburn, Massachusetts; † 9. Januar 2023) war ein US-amerikanisch-kanadischer Dokumentarfotograf und eines der letzten lebenden Mitglieder der Photo League. Die Photo League war eine 1936 in New York City gegründete Genossenschaft von Fotografen, die sich der Dokumentation des Lebens in den Arbeitervierteln widmete. Sie bot Fotokurse an, organisierte Ausstellungen und gab die Zeitschrift Photo Notes heraus. Bekannte Mitglieder waren Berenice Abbott, Weegee und Aaron Siskind. Aufgrund von Vorwürfen, die Liga sei eine kommunistische Organisation, wurde sie 1947 vom US-Justizministerium auf die Liste subversiver Organisationen gesetzt und löste sich 1951 auf.  

## Leben
George Sydney Zimbel wurde 1929 in Woburn, Massachusetts, als Sohn eines Textilhändlers geboren. Bereits im Alter von 14 Jahren kaufte er sich eine professionelle Kamera und begann, für lokale Zeitungen zu fotografieren. Nach seinem Schulabschluss studierte er an der Columbia University in New York City, wo er als Fotograf und Redakteur für die Universitätszeitung arbeitete. Während dieser Zeit wurde eines seiner Fotos im Life Magazine veröffentlicht. Zimbel studierte auch an der Photo League unter John Ebstel und lernte dort Garry Winogrand kennen, der ihn zur Fotografie inspirierte. Beide nutzten oft nachts das Fotolabor der Universität und nannten sich Midnight to Dawn Club. Später besuchte Zimbel Kurse bei Alexey Brodovitch an der New School for Social Research. Nach seinem Militärdienst in Europa kehrte er in die USA zurück und arbeitete als freischaffender Fotograf. Eines seiner bekanntesten Werke entstand 1954, als er Marilyn Monroe in der berühmten Szene mit dem weißen Kleid über dem U-Bahn-Schacht fotografierte. 1971 zog Zimbel mit seiner Familie nach Prince Edward Island in Kanada und ließ sich später in Montreal nieder. Seine Arbeiten wurden in zahlreichen internationalen Ausstellungen gezeigt und sind in den Sammlungen bedeutender Museen vertreten, darunter das Museum of Modern Art in New York und das Montreal Museum of Fine Arts. 2016 wurde sein Leben und Werk in dem Dokumentarfilm Zimbelism porträtiert. Zimbel starb am 9. Januar 2023 im Alter von 93 Jahren.

## Werk
George S. Zimbels Fotografien zeichnen sich durch einen humanistischen Ansatz aus, der das alltägliche Leben und die Menschen in ihren natürlichen Umgebungen einfängt. Seine Arbeiten reflektieren eine tiefe Empathie und Neugier für seine Motive, wobei er oft ungestellte, spontane Momente festhielt. Neben ikonischen Porträts von Persönlichkeiten wie Marilyn Monroe dokumentierte er auch das Straßenleben in Städten wie New York und New Orleans. Seine Fähigkeit, intime und authentische Szenen des menschlichen Daseins zu erfassen, machte ihn zu einem bedeutenden Vertreter der dokumentarischen Fotografie.  